# Dayo Wong
 (janvier 2024).
Dayo Wong, de son vrai nom Wong Tze-wah (chinois : 黃子華), né le 5 septembre 1960, est un acteur et chanteur hongkongais, surtout connu pour ses spectacles d'humoriste et ses rôles dans des séries télévisées.

## Biographie
Diplômé de philosophie de l'université de l'Alberta au Canada, Wong commence sa carrière en 1984 et est principalement connu pour ses spectacles d'humoriste qu'il produit depuis 1990. Depuis, il a joué dans des séries TV et des films et a enregistré plusieurs albums.

### Télévision
Dayo fait ses débuts sur TVB en 1999, jouant le rôle de Lai Sam dans la série Justice Sung 2. Un an plus tard, il franchit une étape importante avec le rôle de l'assistant paresseux dans War of the Genders (en), remportant le prix du personnage de télévision préféré en 2002. Il remporte également deux prix en 2004 : celui des partenaires préférés à l'écran (avec Ada Choi (en) dans Catch the Uncatchable) et de nouveau, le prix du personnage de télévision préféré (encore pour Catch the Uncatchable).
Il est nommé au prix TV King en 2007 et 2009 et le remporte finalement en 2013 pour Bounty Lady. Une rumeur de rivalité avec Julian Cheung commence ensuite à se répandre mais est démenti par les deux hommes avec une photo les réunissant tous les deux lors d'un rassemblement pour Bounty Lady.

### Humoriste
Outre sa carrière d'acteur sur TVB, Dayo est également bien connu pour ses spectacles d'humoriste dans lesquels il inclut beaucoup de sujets politiques et philosophiques : « Le problème du logement à Hong Kong est absolument ridicule. J'ai parlé également de ça dans mes spectacles de stand-up. Les résidents de Hong Kong doivent avoir 13 à 14 fois leur salaire annuel actuel pour être qualifiés à devenir enfin propriétaires ». Il se produit à Hong Kong, en Australie, au Canada et aux États-Unis. 

### Cinéma
En comparaison avec sa carrière d'humoriste et à la télévision, Dayo Wong n'a pas réussi à percer au cinéma. Lorsqu'on lui demande les raisons, il explique que son but ultime est de chercher quelque chose de nouveau dans ses films. Sa vision artistique rend son travail agréable à regarder mais n'est pas suffisant pour inciter les gens à payer un ticket de cinéma. De plus, il déteste faire la promotion pour son travail.

## Filmographie

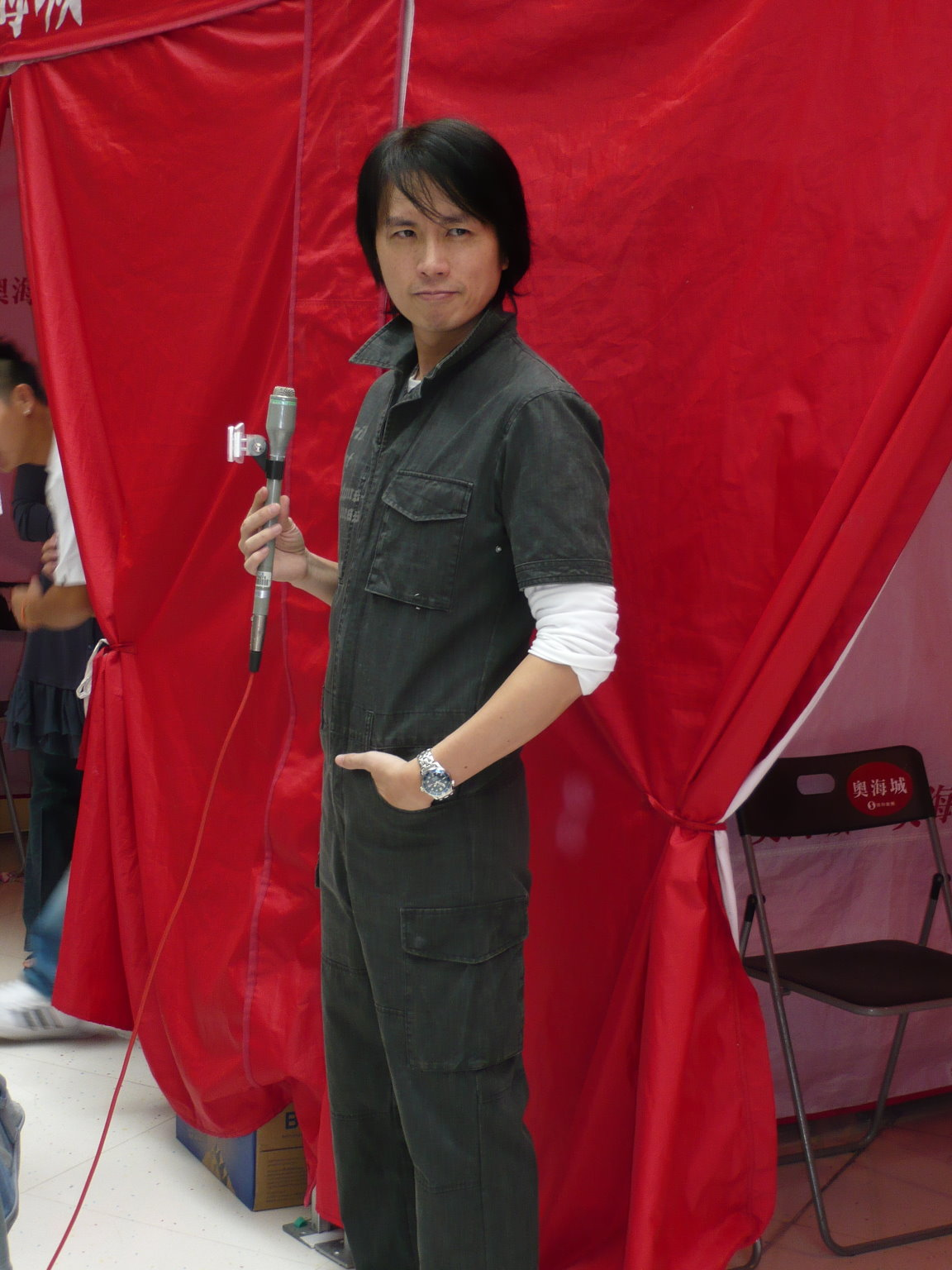
Dayo Wong en 2003.

### Spectacles d'humoriste
| Année               | Titre                         | Notes                       |
| 1990                | 娛樂圈血肉史                  | -                           |
| 1991                | 色情家庭                      | -                           |
| 1992                | 跟住去邊度                    | -                           |
| 1994                | 末世財神                      | -                           |
| 1995                | 棟篤笑雙打之玩無可玩          | Cheung Tat-ming (en)        |
| 1997                | 秋前算帳                      | -                           |
| 1997                | 殺出廚房                      |                             |
| 1998                | Free Men Show（鬚根Show）     | Cheung Tat-ming, Francis Ng |
| 1999                | 拾下拾下拾年棟篤笑            |                             |
| 2000                | Free Men Show 2（鬚根Show 2） | Cheung Tat-ming, Francis Ng |
| 2000                | 男親女愛舞台劇                |                             |
| Mars 2003           | 冇炭用                        | -                           |
| Octobre 2006        | 兒童不宜                      | -                           |
| Décembre 2007       | 越大鑊越快樂                  | -                           |
| Septembre 2008      | 男磨坊                        |                             |
| Août-Septembre 2009 | 嘩眾取寵                      | -                           |
| Novembre 2010       | 娛樂圈血肉史 II               | -                           |
| Juin-Juillet 2011   | 咁愛咁做                      |                             |
| Février 2012        | 野豬                          |                             |
| Octobre 2012        | 洗燥                          |                             |
| Octobre 2014        | 唔黐線唔正常                  |                             |
| Juillet-Août 2016   | 前度                          | Fala Chen                   |
| Juin 2018           | 金盆啷口                      |                             |

### Films
| Année | Titre |
| ----- | --- |
| 1992  | The Magic Touch |
| 1993  | Two of a Kind Pink Bomb No. 1 3rd Ave Even Mountains Meet                                                                                                |
| 1994  | I've Got You, Babe!!! Mr. Sardine Long and Winding Road Oh! My Three Guys From Zero to Hero New Tenant Born innocent                                     |
| 1995  | Once in a Life Time Wind Beneath the Wings The Meaning of Life Spider Woman Jackie Chan sous pression Only Fools Fall in Love The Dan That Doesn't Exist |
| 1996  | Satan Returns Top Banana Club 13 July All of a Sudden Love and Sex Among the Ruins Big Bullet                                                            |
| 1997  | 24 Hrs Ghost Story Walk In Legend of the Wolf Those Were the Days Tamagotchi Love, Amoeba Style New Mad Mission The Wedding Days My Dad is a Jerk        |
| 1998  | F*** /Off |
| 2000  | What Is A Good Teacher Don't Look Back or You'll Be Sorry Titanic (doublage)                                                                             |
| 2001  | Kuzco, l'empereur mégalo (doublage) Let's Sing Along |
| 2002  | Fighting to Survive Scooby-Doo (doublage) |
| 2004  | Leave Me Alone |
| 2005  | Teacher in University |
| 2006  | Lethal Ninja Nos voisins, les hommes (doublage) Nothing is Impossible                                                                                    |
| 2007  | Zhui Bu House of Mahjong |
| 2014  | Golden Chicken 3 |
| 2014  | Temporary Family |
| 2015  | The Treasure, |
| 2016  | Zootopie (doublage) |
| 2017  | Earth: One Amazing Day (doublage) |
| 2018  | Agent Mr Chan |

### Séries TV
| Année | Titre                             | Rôle            | Chaîne         | TVB Anniversary Awards                                                                         |
| ----- | --------------------------------- | --------------- | -------------- | ---------------------------------------------------------------------------------------------- |
| 1999  | Justice Sung 2 狀王宋世傑II       | Lai Sam         | TVB            |                                                                                                |
| 2000  | War of Genders 男親女愛           | Yu Lok-tin      | TVB            | Personnage de télévision préféré                                                               |
| 2001  | Unusual Citizen 非常公民          | Puyi            | Série chinoise |                                                                                                |
| 2004  | To Catch the Uncatchable 棟篤神探 | Mok Jok-dung    | TVB            | Partenaires préférés à l'écran (Séries) Personnage de télévision préféré                       |
| 2005  | Hail The Judge 新九品芝麻官       | Song Shijie     | Série chinoise |                                                                                                |
| 2005  | The Great Adventure 大冒險家      | Pak Wut         | ATV (en)       |                                                                                                |
| 2006  | Loving Insurance 情愛保險         | Tang Tianshou   | Série chinoise |                                                                                                |
| 2007  | Men Don't Cry 奸人堅              | Ho Kei-kin      | TVB            | Nommé au prix du meilleur acteur (Top 20) Nommé au prix du personnage masculin préféré (Top 5) |
| 2009  | You're Hired 絕代商驕             | Mak Tai-song    | TVB            | Nommé au prix du meilleur acteur (Top 5) Nommé au prix du personnage masculin préféré (Top 5)  |
| 2013  | Bounty Lady My盛Lady              | Heung Kwong Nam | TVB            | TVB Award du meilleur acteur                                                                   |

## Discographie
Album
| Année | Titre                   |
| 1998  | 鬚根Sound               |
| 1999  | 關老三                  |
| 2000  | 我有小小強              |
| 2001  | Experience              |
| 2005  | 哈痞（痞：音鄙，happy） |

Autres albums
| Année          | Titre                                      |
| Novembre 1999  | 華納99最好精選                             |
| Décembre 1999  | 華納千禧世紀好精選                         |
| Octobre 2000   | 華納天碟2000                               |
| Septembre 2001 | 關不掉的聲音— 前途萬里行                   |
| Octobre 2001   | 華納23周年紀念精選（華納群星）             |
| Septembre 2003 | 1:99電影行動（原裝導演加長版）             |
| Septembre 2004 | 愛唱主題曲 Theme Songs（香港群星）— 衰邊個 |

Non inclus dans les albums
| Année | Titre      |
| 2006  | 知彼不知己 |
| 2007  | 奸人堅     |
| 2009  | 冇問題     |
| 2013  | My盛Lady   |